# Haworthia limifolia
Haworthia limifolia (укр. Гавортія ліміфолія, Гавортія напилкова) — рослина з роду гавортія (Haworthia) підродини асфоделевих (Asphodelaceae).

## Опис

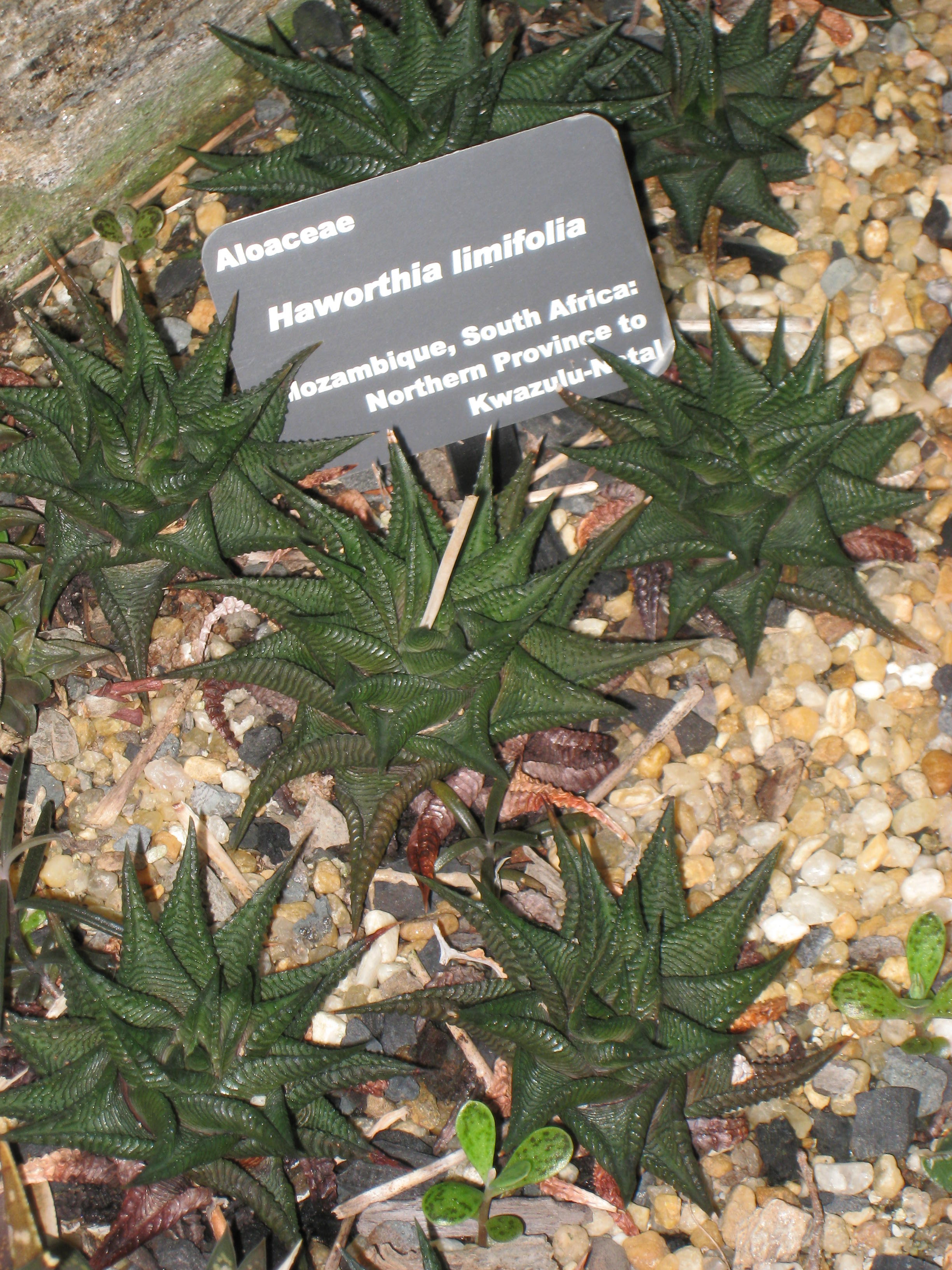
Haworthia limifolia у Ботанічному саду Атланти

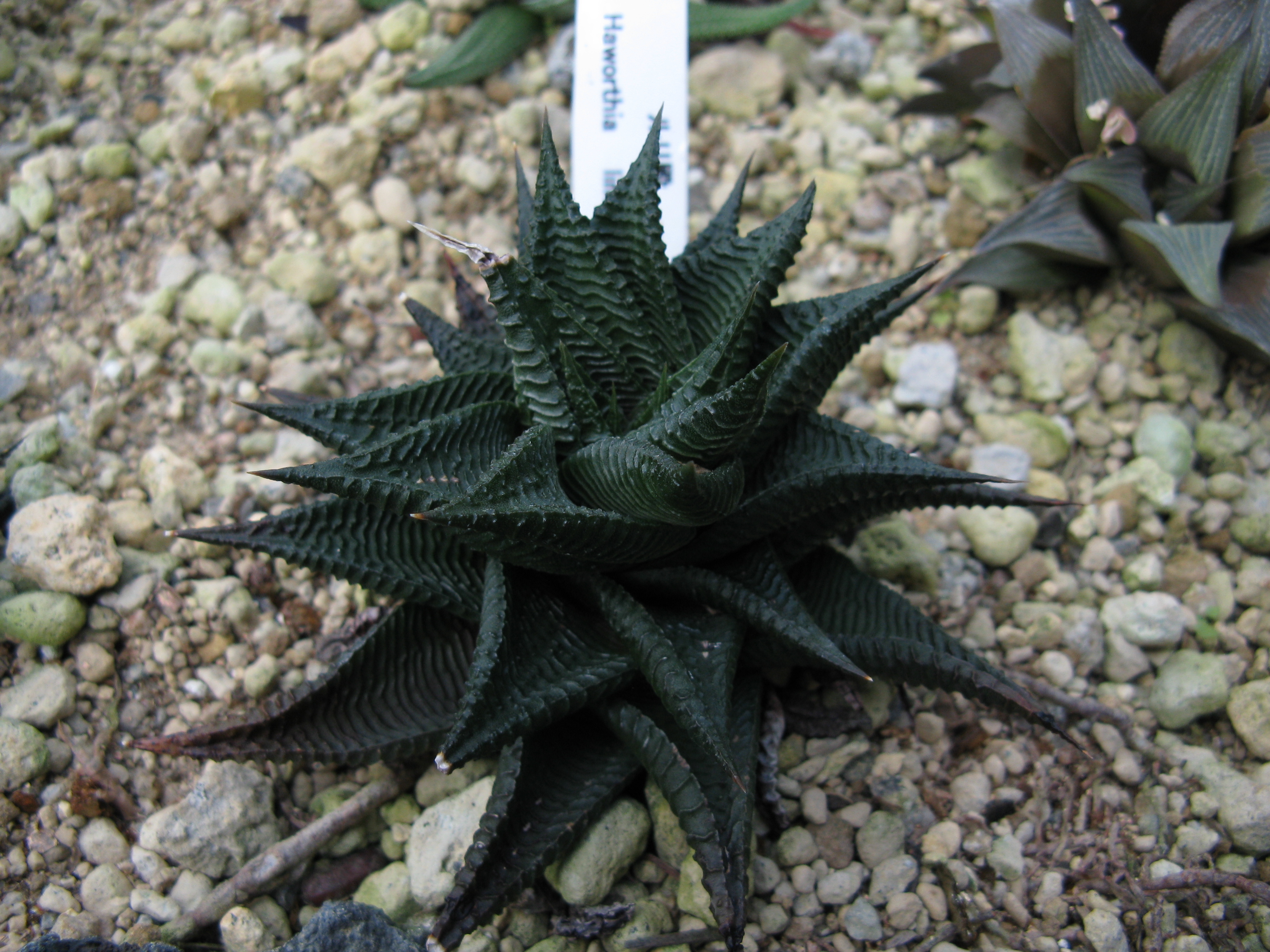
Haworthia limifolia у квітнику префектури Осака, Осака, Японія

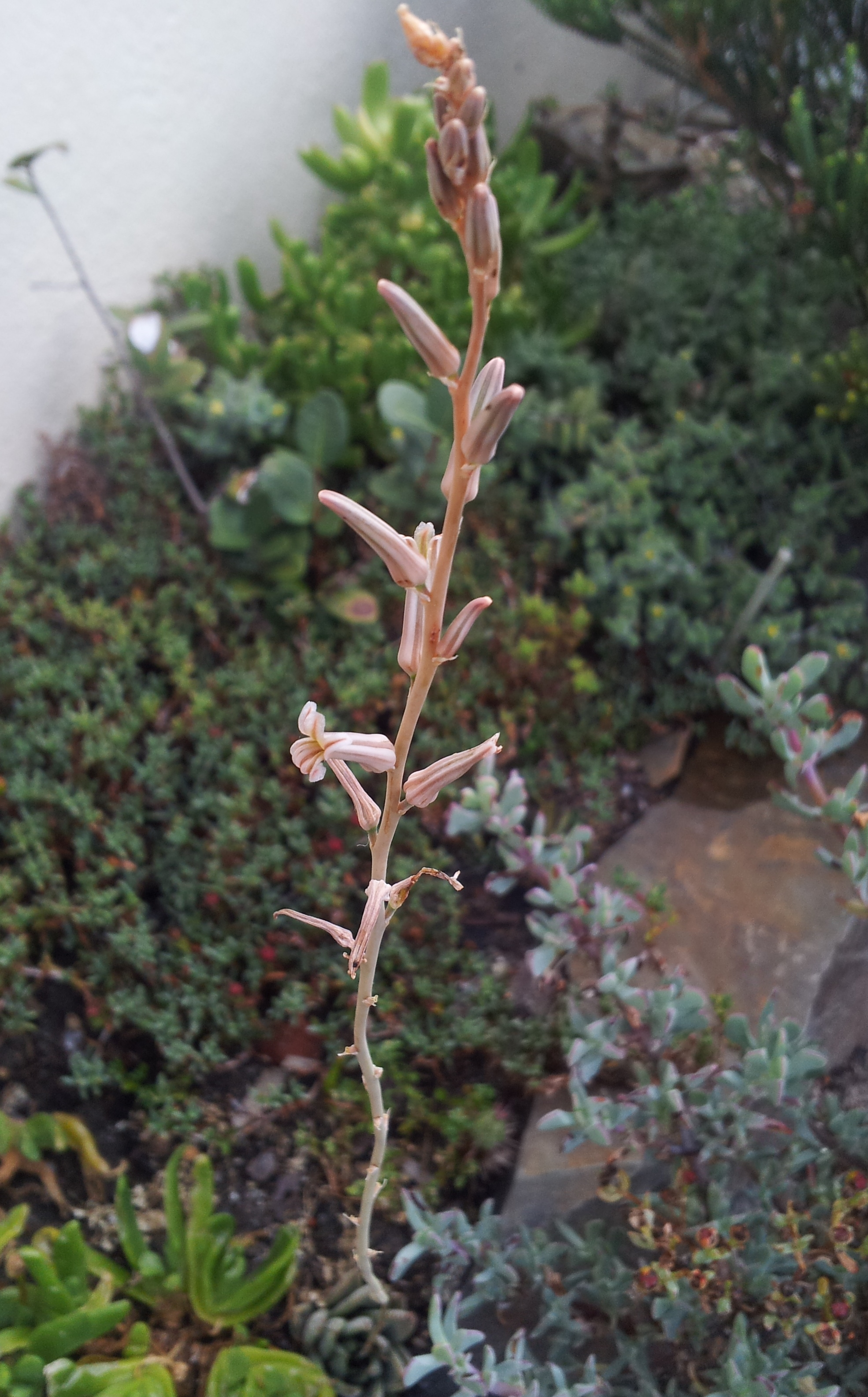
Квітконіс Haworthia limifolia

Розетки листя діаметром не більше 10 см. Листки численні, щільно притиснуті один до одного, завдовжки 4-5 см, завширшки 2-3 см з численними бородавки на обох сторонах листа, які зливаються в суцільні хвилясті вузькі поперечні ребра. Квітконіс простий, невисокий, до 30 см заввишки, з невеликою китицею білих з рожевим відтінком дрібних квіток. З віком рослина утворює щільну дернину. Порівняно з іншими видами роду росте досить повільно.

## Ареал
Мозамбік, Есватіні, Південно-Африканська Республіка (Квазулу-Наталь, Мпумаланга).

## Варитети
- Haworthia limifolia var. gigantea — зростає у провінції Мпумаланга (Mpumalanga), ПАР.[2]
- Haworthia limifolia var. limifolia[3]
- Haworthia limifolia var. ubomboensis — зростає у Есватіні.[2]

## Утримання
Витримує пониження температури до −1 °C. Розмножується насінням, пагонами або листовими живцями.